# 願いごと一つキミへ/JET★GIRL
「願いごと一つキミへ/JET★GIRL」（ねがいごとひとつきみへ/ジェット・ガール）はLil'Bの3作目のシングル。2008年11月26日発売。

## CD
1. 願いごと一つキミへ
  - 作詞：AILA　作曲：黒光雄輝
  - マツモトキヨシCMソング
2. JET★GIRL
  - 作詞：AILA 　作曲：黒光雄輝
  - テレビ東京系アニメ『美肌一族』主題歌
3. 願いごと一つキミへ（カラオケ）
4. JET★GIRL（カラオケ）